# Parafia św. Jacka w Chochołowie
Parafia św. Jacka w Chochołowie – rzymskokatolicka parafia należąca do dekanatu Czarny Dunajec archidiecezji krakowskiej.

## Historia
10 grudnia 1762 roku biskup krakowski Franciszek Podkański utworzył w Chochołowie filię parafii w Czarnym Dunajcu. Osobna parafia  została utworzona w 1817 roku. Pierwszym proboszczem został ks. Jan Bańkowski (1817–1831). Do parafii należały wioski: Chochołów, Ciche, Dzianisz, Witów, Zakopane i Koniówka. Gdy ks. Bańkowski zrezygnował w listopadzie 1831 roku nowym proboszczem został ks. Antoni Sutorski, którego mianowano dopiero w 1832 roku. Za jego kadencji wybuchło powstanie chochołowskie. Zrezygnował w 1849 roku i do 1850 probostwo było nieobsadzone. Kolejnym proboszczem był pochodzący z Czarnego Dunajca ks. Wojciech Chlebek.  Zmarł 28 sierpnia 1862 roku. W 1863 roku nowym proboszczem zostaje Michał Klimowski, który w 1871 roku zamienił się z Jakubem Kalisiewiczem - proboszczem Kasiny. 
W 1853 roku rozpoczęto budowę nowego murowanego kościoła w Chochołowie według projektu Feliksa Księżarskiego. Inicjatorem i fundatorem był ks. Wojciech Blaszczyński pochodzący z Chochołowa, proboszcz w Sidzinie.  